# 帕兰泽诺
帕兰泽诺（義大利語：Pallanzeno），是意大利韦尔巴诺-库西亚-奥索拉省的一个市镇。总面积4平方公里，人口1190人，人口密度297.5人/平方公里（2009年）。ISTAT代码为103052。